# Liste der Stolpersteine in Böblingen
Die Liste der Stolpersteine in Böblingen enthält beide Stolpersteine, die im Rahmen des gleichnamigen Kunst-Projekts von Gunter Demnig in Böblingen bislang verlegt wurden. Mit ihnen soll an die Opfer des Nationalsozialismus erinnert werden, die in Böblingen lebten und wirkten.

## Aktion T4
Die Aktion T4, benannt nach dem Sitz der zentralen Planungsbehörde in der Tiergartenstraße 4 in Berlin, stellt die systematische Ermordung mehr als 70.000 Menschen mit geistiger oder körperlicher Behinderung im nationalsozialistischen Deutschland dar. Am 18. August 1939 wurden Hebammen und Kinderärzte verpflichtet, Missbildungen zu melden. Viele dieser Kinder wurden durch Medikamente oder Essensentzug getötet. Es wurden spezielle Tötungsanstalten errichtet und die Transporte dorthin mittels Grauer Busse organisiert. Die Tötungsanstalt Grafeneck war der erste Ort systematisch-industrieller Ermordung in NS-Deutschland. Die Gaskammern wurden als Duschraum getarnt, die Vergasung erfolgte mittels Kohlenmonoxid. Allein 1940 wurden in Grafeneck über 10.600 Menschen ermordet. Die Spuren wurden getarnt und professionell verwischt. Oftmals wurde den Verwandten Todesurkunde und Asche aus einer völlig anderen Anstalt zugesandt, in der sich das Opfer nie befand.
Die Aktion T4 war die Blaupause für die Vernichtungslager im Osten: Belzec, Treblinka, Sobibor und Auschwitz-Birkenau.

## Verlegte Stolpersteine
In Böblingen wurden zwei Stolpersteine an zwei Standorten verlegt.
| Stolperstein | Inschrift | Verlegeort           | Name, Leben |
| ------------ | --- | -------------------- | --- |
|              | HIER WOHNTE BERTA KETTENMANN JG. 1908 EINGEWIESEN 1915 HEILANSTALT STETTEN ‘VERLEGT’ 18.9.1940 GRAFENECK ERMORDET 18.9.1940 AKTION T4 | Pestalozzistraße 4 · | Berta Kettenmann war ein Opfer der Aktion T4. Sie wurde am 29. Januar 1908 als Tochter von Johanna Braun geboren, als jüngstes von fünf Kindern. Sie war kleinwüchsig. Eine Hirnhautentzündung im zweiten Lebensjahr verursachte vermutlich geistige und körperliche Schwäche, sie konnte auch eigensinnig und zornig sein. Im Jahr 1915 wurde sie in die Anstalt Stetten eingewiesen, denn die Mutter konnte nicht mehr für das Kind sorgen. Das Mädchen spielte gerne mit Puppen und wurde regelmäßig von der Mutter besucht. 1924 wurde sie auf Arbeitsfähigkeit untersucht. Es wurde festgestellt, dass ihre geistigen Fähigkeiten denen eines fünfjährigen Kindes entsprachen, obwohl sie bereits 16 Jahre alt war. Sie wurde als arbeitsunfähig eingestuft. Am 18. September 1940 wurde sie von Stetten in die Tötungsanstalt Grafeneck überstellt und dort noch am selben Tag ermordet. Ihrer Mutter war der plötzliche Tod ihrer Tochter suspekt, da sie im August noch völlig gesund gewesen war. Sie schrieb einen Brief und erhielt die Antwort aus Stetten, man bedaure den Tod Bertas sehr „denn das Bertale war uns allen lieb. Man sah sie immer mit ihren Puppen spazieren gehen und auch fremde Besucher, die in die Anstalt kamen, freuten sich an diesem Puppenmütterchen.“ So vertuschte das NS-Regime seine Mordtaten, verhöhnte die Opfer und die Hinterbliebenen. |
|              | HIER WOHNTE RUDOLF OEHLERS JG. 1910 EINGEWIESEN 1936 HEILANSTALT STETTEN ‘VERLEGT’ 5.11.1940 GRAFENECK ERMORDET 5.11.1940 AKTION T4   | Brühlstraße 20 ·     | Rudolf Oehlers war ein Opfer der Aktion T4. Er wurde am 2. Oktober 1910 in Böblingen geboren und lebte bis zum Jahr 1936 bei seiner Familie. Er wurde schließlich in die Anstalt Stetten im Remstal gebracht. Von dort wurde er mit einem der Grauen Busse am 5. November 1940 in die Tötungsanstalt Grafeneck überstellt und dort am selben Tag der Gaskammer ermordet. Er war 30 Jahre alt. Den Angehörigen gegenüber wurde die Ermordung vertuscht. |

## Verlegedaten
- 16. April 2012: Brühlstraße 20
- 27. Juni 2013: Pestalozzistraße 4